# Ahmet Hamdi Boyacıoğlu
Ahmet Hamdi Boyacıoğlu (* 6. April 1920 in Bolu; † 23. August 1998) war ein türkischer Jurist und von 1982 bis 1985 Präsident des türkischen Verfassungsgerichts.

## Laufbahn
Boyacıoğlu schloss 1944 sein Studium an der juristischen Fakultät der Universität Ankara ab.
Am 16. Dezember 1964 wurde er zum Mitglied des türkischen Staatsrats und am 17. September 1970 zum ordentlichen Mitglied des Verfassungsgerichts ernannt. 1973 wurde er Präsident des Kompetenzkonfliktgerichts und 1978 Vizepräsident des Verfassungsgerichts. Dort wurde er am 9. August 1982 zum Präsidenten gewählt und bekleidete das Amt bis zum 6. April 1985.